# Джайлав (Межводненский сельсовет)
Джайла́в (укр. Джайлав, крымскотат. Caylav, Джайлав) — исчезнувшее село в Черноморском районе Республики Крым, располагавшееся на севере района, в степной части Крыма, примерно в 1 километре севернее современного села Зайцево.

## История
Идентифицировать Джайлав среди, зачастую сильно искажённых, названий деревень и ввиду наличия нескольких одноимённых в Тарханском кадылыке Козловскаго каймаканства, в Камеральном Описании Крыма… 1784 года пока не удалось. Видимо, вследствие эмиграции крымских татар в Турцию, после присоединения Крыма к России 8 февраля 1784 года, деревня опустела и в Ведомости о волостях и селениях, в Евпаторийском уезде… от 19 апреля 1806 года, в составе Яшпетской волости Евпаторийского уезда, на территории которой, по новому административному делению, после создания 8 (20) октября 1802 года Таврической губернии, деревня располагалась, не записана. Нет Джайлава и на карте генерал-майора Мухина 1817 года, а на карте 1842 года обозначены развалины деревни Джайлав, как и на трехверстовой карте 1865—1876 года.
Вновь название встречается в Статистическом справочнике Таврической губернии 1915 года, согласно которому на хуторе Джайлав Кунанской волости Евпаторийского уезда числилось 2 двора и 15 жителей.
В документах советского периода пока не встречался. Один из немногих крымских населённых пунктов, избежавший переименования в 1948 году, ликвидирован в период с 1954 по 1968 годы, как посёлок Межводненского сельсовета.